# Lonesome Luke, Circus King
Lonesome Luke, Circus King (o Luke Launches into the Legit) è un cortometraggio muto del 1916 prodotto e diretto da Hal Roach. Interpretato da Harold Lloyd, il film fa parte della serie di comiche che avevano come protagonista il personaggio di Lonesome Luke.

## Trama
Luke apre un circo, ma quando gli agenti locali scoprono che le attrazioni dei suoi spettacoli secondari sono false, i guai arrivano.

## Produzione
Il film fu prodotto da Hal Roach per la Rolin Films (come Phunphilms).

## Distribuzione
Distribuito dalla Pathé Exchange, il film - un cortometraggio in una bobina - uscì nelle sale cinematografiche USA il 29 marzo 1916. La Pathé Frères lo distribuì in Francia il 28 settembre 1917 con il titolo Le Roi des saltimbanques.